# Wytyczne Debiana dotyczące wolnego oprogramowania
Wytyczne Debiana dotyczące wolnego oprogramowania lub Wytyczne Debiana dotyczące oprogramowania wolnodostępnego (ang. Debian Free Software Guidelines, DFSG, znane też jako Przewodnik Debiana po wolnym oprogramowaniu) – wytyczne używane w projekcie Debian do określenia, czy dany program może być uznany za wolne oprogramowanie i jako taki włączony do głównej dystrybucji Debiana.
Przykładowe licencje oprogramowania FLOSS to GPL, BSD i Artystyczna.
DFSG stanowią podstawę definicji otwartego źródła (ang. Open Source Definition).

## Ogólne założenia
Tekst wytycznych kładzie nacisk na pełną darmowość, możliwość modyfikacji i redystrybucji kodu, przez co wiele niewolnych pakietów o zamkniętym kodzie zostało umieszczonych w repozytorium określanym nazwą non-free i nie jest uważane za część składową systemu. Konsekwencją takiego postępowania jest np. kompilacja programów w trakcie ich instalacji.